# Дровнино (платформа)
Дровнино́ — остановочный пункт Смоленского (Белорусского) направления Московской железной дороги в Можайском городском округе Московской области. Последний остановочный пункт в Московской области на этом направлении. Названа по расположенному поблизости посёлку Дровнино.

## Описание станции
Состоит из двух низких боковых платформ, соединённых настилом через пути. Не оборудована турникетами. На пригорке, рядом с платформами, расположено станционное здание с залом ожидания и билетными кассами, отреставрированное в середине 2000-х годов (по состоянию на 2018 год не функционирует, билетные кассы не работают). На обеих платформах имеются павильоны для ожидания.
Платформа находится близ деревни Сычики. К северу от платформы располагается муниципальная деревня Дровнино, к северо-востоку — посёлок Цветковский и деревня Твердики, к востоку — деревня Бобры, к юго-востоку — деревни Дьяково и Новые Сычики, к югу — деревня Калужское, к западу — деревня Барыши.

## Движение
На остановочном пункте останавливаются все пригородные электропоезда, следующие из Вязьмы и Гагарина в Бородино или Можайск (и обратно). Кроме этого, с 7 марта 2024 года остановочный пункт посредством пригородных электропоездов Москва — Гагарин возобновил прямое пригородное сообщение с Москвой, прерванное 18 мая 2015 года по инициативе администрации Смоленской области в лице тогдашнего губернатора Алексея Островского.
Поезда дальнего следования через остановочный пункт следуют без остановок.

## Путевое развитие
До 1999 года носило статус станции. Впоследствии боковые пути демонтированы, с этого момента Дровнино является платформой.
До конца 1990-х годов на промежутке между платформой 147 км и платформой Дровнино отходили подъездные пути к Дровнинскому карьеру до деревни Дурыкино. Заброшены с момента прекращения функционирования карьера, а в конце 1990-х – начале 2000-х гг. демонтированы.

## Крушение поезда на станции Дровнино
6 августа 1952 года, около 2 часов ночи, близ станции Дровнино потерпел крушение пассажирский поезд № 751. Причиной трагедии стала лошадь, оказавшаяся на железнодорожных путях. В результате схода поезда с рельсов погибло 109 и было ранено 211 человек.